# Littorophiloscia formosana
Littorophiloscia formosana är en kräftdjursart som beskrevs av Kae Kyoung Kwon och Jeon 1993. Littorophiloscia formosana ingår i släktet Littorophiloscia och familjen Philosciidae. Inga underarter finns listade i Catalogue of Life.